# Giże (powiat ełcki)
Giże (niem. Giesen) – wieś w Polsce położona w województwie warmińsko-mazurskim, w powiecie ełckim, w gminie Ełk.
| SIMC    | Nazwa   | Rodzaj     |
| ------- | ------- | ---------- |
| 0756330 | Brodowo | przysiółek |

W latach 1975–1998 miejscowość należała administracyjnie do województwa suwalskiego.
W miejscowości znajduje się zespół parkowo-dworski z przełomu XIX i XX w..